# Шмаровинские среды
«Шмаровинские среды», оно же художественный кружок «Среда» — русский художественный кружок, существовавший с 1886 по 1924 годы.

## Описание
Кружок базировался в доме московского мецената Владимира Егоровича Шмаровина, где по средам проходили собрания — рисовальные и литературные вечера.
Художественный кружок, созданный по инициативе Шмаровина, просуществовал 38 лет и прекратил свою деятельность с его смертью.
Кружок объединял членов Товарищества передвижных художественных выставок, московского Товарищества художников и Союза русских художников — С. И. Ягужинского, И. И. Левитана, К. А. Коровина, А. С. Степанова, С. М. Волнухина, Н. В. Досекина, В. А. Симова, В. И. Сурикова и др.
Кружок был задуман как художественный клуб, где еженедельно проводились рисовальные вечера, музыкальные концерты, литературные чтения. На «Средах» присутствовали художественный критик С. С. Голоушев (Сергей Глаголь), придумавший название кружка, В. А. Гиляровский, Ф. И. Шаляпин, В. Ф. Комиссаржевская, А. П. Ленский, С. В. Рахманинов, Ю. А. Бунин и И. А. Бунин, В. Я. Брюсов, К. Д. Бальмонт, М. А. Волошин и др.

Собрания проходили на квартире Шмаровина в Савёловском переулке, затем на Большой Молчановке (д. 25). Художники — члены кружка рисовали акварели, графику, виньетки, карикатуры, а с 1892 года — обязательно т. н. Протокол «Среды», большой лист картона или бристоля, в середине которого помещался текст, на полях — рисунки.
«В 1894 году на огромный стол, где обычно рисовали по „средам“ художники свои акварели, В. Е. Шмаровин положил лист бристоля и витиевато написал сверху: „1-я среда 1894-го года“. Его сейчас же заполнили рисунками присутствующие. Это был первый протокол „среды“» (В. А. Гиляровский. «Москва и Москвичи»). 
Кружок организовывал выставки в 1897, 1911 и 1918 годах. Также участники кружка регулярно устраивали аукционы, лотереи (победители выигрывали работы художников, предоставивших свои полотна), мастер-классы.
К тридцатилетию кружка Владимир Гиляровский приготовил стихотворный спич:
Эх ты, матушка-голубушка «Среда».

Мы состарились, а ты все молода.

Тридцать лет прошло, как будто не бывало,

Тридцать лет тебе сегодня миновало.

Тот же самый разговор живой и смелый,

А родитель твой, хоть малость поседелый,

Да душа его, как прежде, молода,

Эх ты, матушка-голубушка «Среда».

### После революции
В 1918 году дом Шмаровина реквизировали под футуристические выставки, а огромный архив кружка хранился на квартире пианистки  Софьи Николаевны Лентовской (1868— 1944) на Большой Никитской улице (№ 46), куда переехал Шмаровин, женившись вторично.
Последний раз очередную годовщину «Среды» отметили в октябре 1924 года, а несколькими днями позже Шмаровин умер.
Архив кружка и коллекции Шмаровина согласно его завещанию были переданы в Третьяковскую галерею — в 1933 году.